# San Pedro (Misiones)
San Pedro – miasto w prowincji Misiones w Argentynie. Ośrodek administracyjny departamentu San Pedro.